# Seved
Mansnamnet Seved är en variant av den äldre formen Sigvid som är bildat av två ord som betyder seger och träd. Namnet plockades in i almanackan 1901 tillsammans med en rad av andra gamla nordiska namn men blev aldrig någon riktig succé. Säve är en sidoform av Seved.
Namnet Seved har aldrig varit vanligt. De senaste årtiondena har endast några fåtal pojkar i varje årskull fått namnet som andranamn och ingen som tilltalsnamn. 31 december 2019 fanns det totalt 728 personer i Sverige med namnet Seved, varav 133 med det som tilltalsnamn. År 2003 fick 8 pojkar namnet, men ingen fick det som tilltalsnamn.
Namnsdag: 28 juli (1901–1992: 22 oktober).

## Personer med namnet Seved
- Seved Bååth
- Seved Ribbing (1552–1613), riksråd och riksskattmästare
- Seved Ribbing (överstelöjtnant), son till Nils Ribbing och Anna von Hintzen
- Seved Ribbing (häradshövding), häradshövding och riksdagsman 1809/1810
- Seved Ribbing (professor) (1845–1921), läkare, pediatriker och professor vid Lunds universitet
- Seved Ribbing (1902–1993), läkare, radiolog